# Chepo (Panama, Panama)
Chepo est un corregimiento et une ville panaméenne de la province de Panama. Peuplée par 16 786 habitants en 2010, Chepo est le chief-lieu du district de Chepo (40 731 habitants en 2005).

## Histoire
C'est dans les environs de Chepo que se trouvait le palenques cimarrons de Bayano qui se révoltèrent contre la couronne espagnole au XVIe siècle.

## Sport
L'Estadio Jose De La Luz Thompom, enceinte de 2000 places, accueille les rencontres du club local de baseball du CB Darién.
Le Chepo FC est basé dans cette ville.